# Jonás Cuarón
Jonás Cuarón Elizondo (Cidade do México, 1981) e um cineasta, roteirista, editor, diretor de fotografia e produtor cinematográfico mexicano. É filho do cineasta Alfonso Cuarón. Como reconhecimento, recebeu indicação ao BAFTA 2014.